# John Drew Barrymore
John Drew Barrymore (Los Ángeles, California; 4 de junio de 1932 - Ibídem; 29 de noviembre de 2004) fue un actor estadounidense, miembro de la familia de actores Barrymore, entre los cuales se encuentran su madre, Dolores Costello, su padre, John Barrymore, su hija Drew Barrymore y sus tíos Lionel y Ethel.

## Biografía

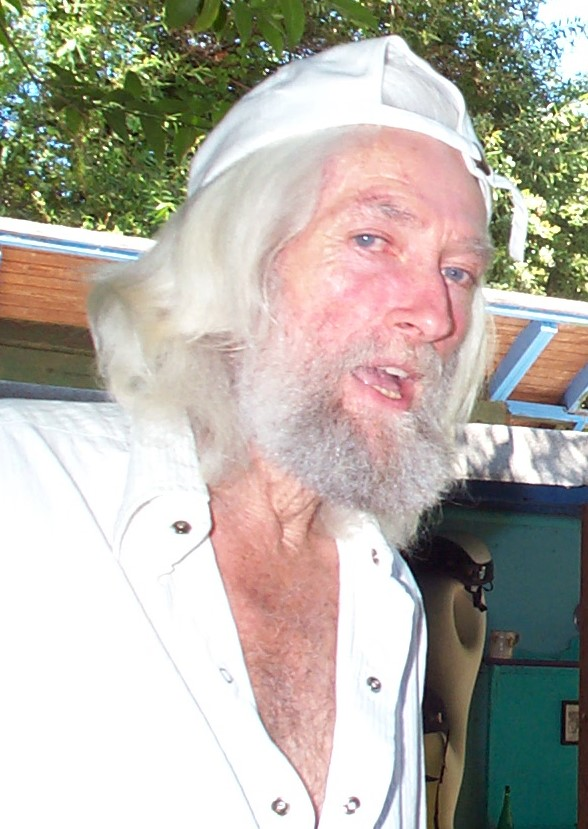
Barrymore en 2001

Su verdadero nombre era John Blyth Barrymore, Jr., y nació en Los Ángeles, California. Su madre era la actriz Dolores Costello, de origen irlandés. Sus padres se divorciaron cuando él tenía tres años de edad. John y su primo, Dirk Drew Davenport, se alistaron en la Armada de los Estados Unidos durante la Segunda Guerra Mundial. A causa de su apariencia física madura, el ejército no descubrió hasta semanas después que los muchachos eran menores. Fue licenciado con 17 años y firmó un contrato cinematográfico, aunque no llegó a tener una gran carrera en el cine. 
En 1958 cambió su nombre por el de John Drew Barrymore y tuvo un cierto éxito en el cine italiano, actuando en varios primeros papeles. Sin embargo, su turbulenta conducta social frenó su progreso profesional. En la década de 1960 fue encarcelado en varias ocasiones por consumo de drogas, embriaguez pública y violencia doméstica.
En 1966, Barrymore aceptó un papel en el episodio de Star Trek "The Alternative Factor". Finalmente no actuó y fue reemplazado en el último momento por el actor Robert Brown, como consecuencia de lo cual el Screen Actors Guild suspendió a Barrymore durante seis meses. 
Aunque siguió actuando ocasionalmente en el cine, cada vez se hizo más solitario. Sufrió los mismos problemas que acabaron con su padre, y su vida se echó a perder. Apartado de su familia, incluidos sus hijos, su estilo de vida siguió empeorando y su salud física y mental se deterioró. En 2003, su hija, Drew Barrymore, se encargó de su cuidado hasta el momento de su fallecimiento, a causa de un cáncer, en 2004. 
Recibió una estrella por su trabajo televisivo en el Paseo de la Fama de Hollywood, en el 7000 de Hollywood Boulevard.

## Matrimonios e hijos
Se casó en cuatro ocasiones, acabando en divorcio todos los matrimonios:
1. Cara Williams: casados en 1952, divorciados en 1959; hijo John Blyth Barrymore.
2. Gabriella Palazzoli: casados el 11 de octubre de 1960, divorciados en fecha no conocida; hija Blyth Dolores Barrymore.
3. Jaid Barrymore: casados en 1981, divorciados en 1984; hija Drew Barrymore.
4. Nina Wayne: casados y divorciados en fechas no conocidas con exactitud; hija Brahma (Jessica) Blyth Barrymore.

## Filmografía
- The Sundowners (1950)
- High Lonesome (1950)
- Quebec (1951)
- The Big Night (1951)
- Thunderbirds (1952)
- While the City Sleeps (Mientras Nueva York duerme) (1956)
- The Shadow on the Window (1957)
- High School Confidential (1958)
- Never Love a Stranger (1958)
- Night of the Quarter Moon (1959)
- Ti aspetterò all'inferno (1960)
- The Night They Killed Rasputin (1960)
- The Cossacks (1960)
- The Pharaoh's Woman (1960)
- The Trojan Horse (1961)
- The Centurion (1961)
- Pontius Pilate (1962)
- Invasion 1700 (1963)
- Weapons of War (1963)
- The Keeler Affair (1963)
- Death on the Four Poster (1964)
- War of the Zombies (1964)
- Crimine a due (1965)
- Gunsmoke. Episodio "One Killer on Ice"
- The Clones (1973)
- Baby Blue Marine (1976)